# Рётгесбюттель
Рётгесбюттель (нем. Rötgesbüttel) — община в Германии, в земле Нижняя Саксония.
Входит в состав района Гифхорн. Подчиняется управлению Папентайх. Население составляет 2294 человека (на 31 декабря 2010 года). Занимает площадь 10,83 км².
Коммуна подразделяется на 1 сельский округ.
| Год  | Население |
| ---- | --------- |
| 1990 | 1386      |
| 1995 | 1503      |
| 2000 | 1923      |
| 2005 | 2256      |
| 2010 | 2317      |